# Pustkowa Góra
Pustkowa Góra – wieś w Polsce położona w województwie łódzkim, w powiecie zgierskim, w gminie Parzęczew.
W latach 1975–1998 miejscowość położona była w ówczesnym województwie łódzkim.